# エニグマレル

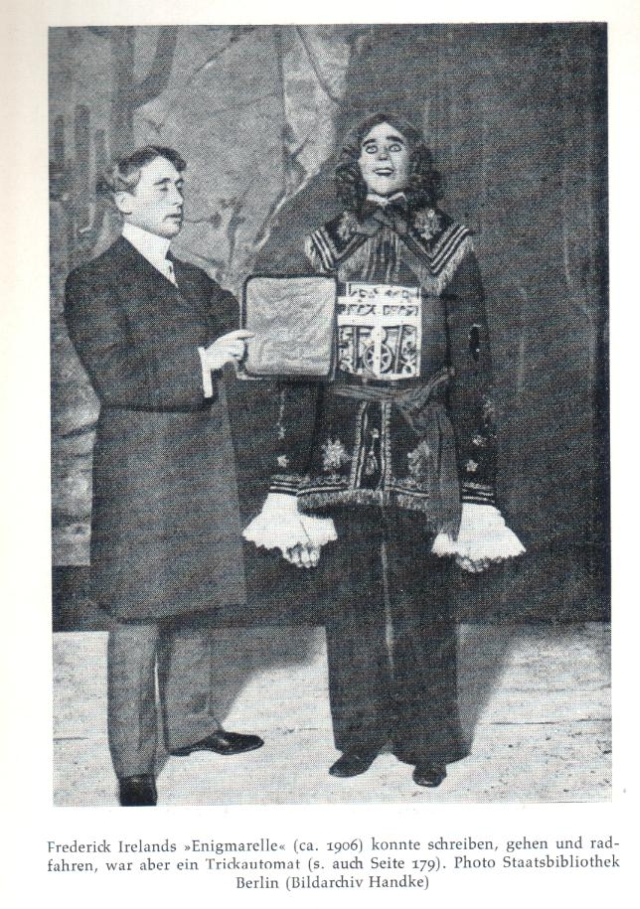

エニグマレル(Enigmarelle)は、人型のオートマタ（機械人形）という触れ込みで、そのもの珍しさから1905年頃を中心にアメリカやヨーロッパの劇場などに出演したパフォーマー。実際には機械仕掛けではなく、中に人間がかくれて動かしていた。エニグマレルは、歩いたり自転車で走ったり、黒板に自分の名前を書くなどといった驚異的なパフォーマンスが可能だと喧伝され、ショーではそれを実演してみせた。

## パフォーマンス
エニグマレルは、アメリカやヨーロッパの一部でボードヴィル劇場やサーカスの見世物となった。出演交渉の代理人（ブッキング・エージェント）となったフレデリック・J・アイルランドという名前のアメリカ人が、ショーではこのオートマタの作者であり所有者としてふるまった。
エニグマレルはオートマタとしては大型であった。実際には内部に人がかくれて動かしていたとはいえ、正確な構造についてはわかっていない。人形の中にはいっていた、アドルフ・W・ルートという通り名の男は両足を切断していたと考えられている。彼は義足を使うことで自転車でもアクロバティックな技を披露できた。エニグマレルは、1905年の短編ドキュメンタリー映画の主題にもなっており、1906年のサイエンティフィック・アメリカン誌には次のような写真が掲載されてその「科学的な」詳細について論じられた。現代においても、オートマタを語る際には引き合いにだされることがある。

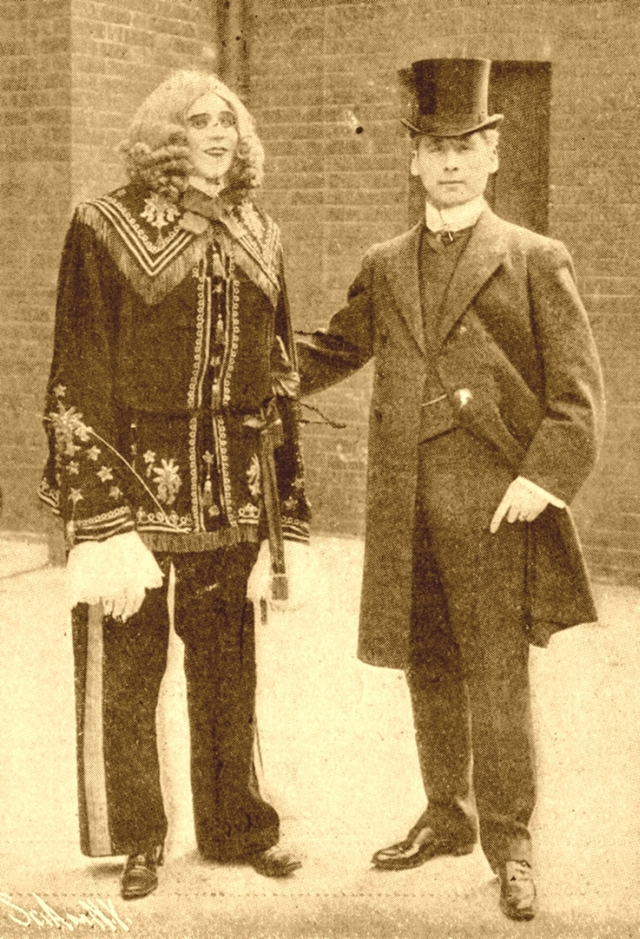
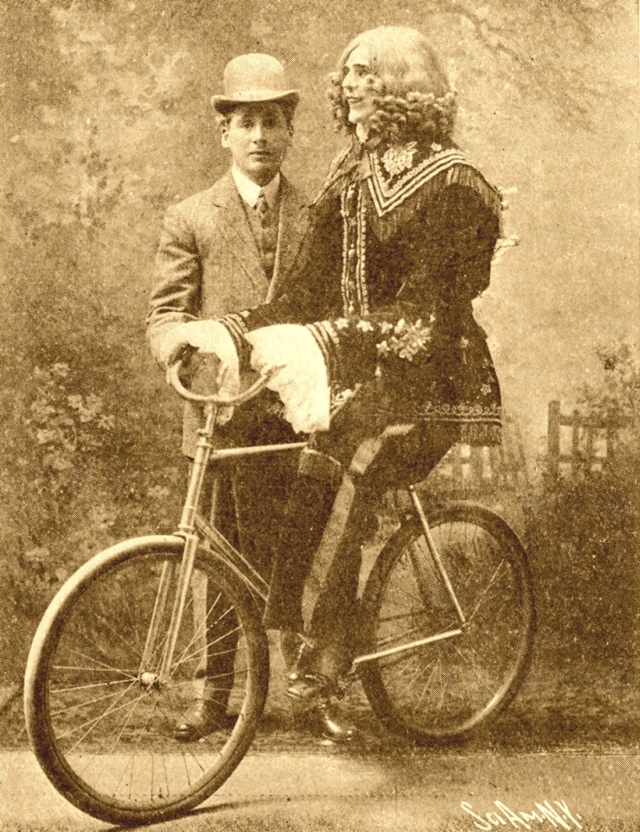
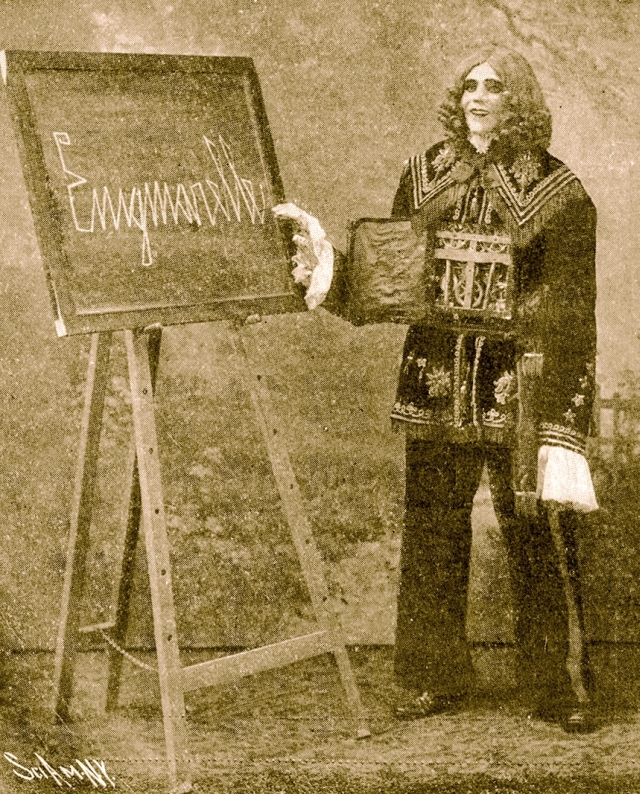
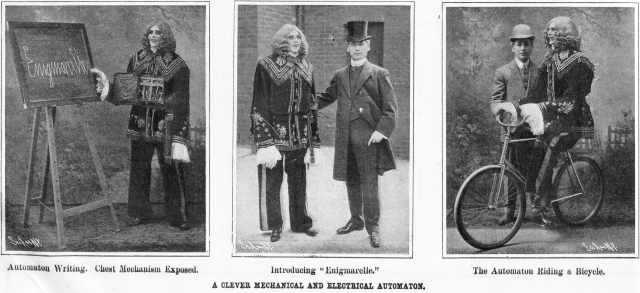

### 名称
エニグマレル(Enigmarelle）という名前は、謎を意味するフランス語のエニグマ(énigme)と英語でホップスコッチとも呼ばれる片足飛びの遊びであるマレル(marelle)のかばん語と思われるが、この機械の作者は英語話者であり、フランス語の意味をそのまま名前の由来として考えることはできない。

### 記録

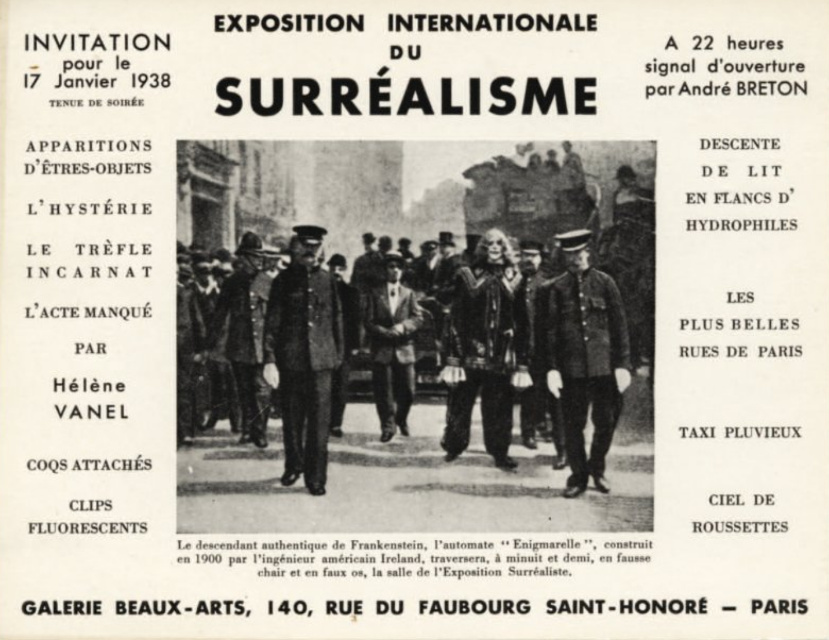
エニグマレルの写真を載せた、シュルレアリスム展の案内状

エニグマレルが出演したとされる場所で記録に残るものは次の通り
- 1904年8月、ブルックリンのオルフェウム劇場[C 1]
- 1908年、ベルリンのサーカス・ブッシュ座
- 1908年11月、カリフォルニア州オークランドのベル劇場[C 2]
- 1938年1月、パリのシュルレアリスム国際展[C 3]

### 当時の出典
1. ↑  “Enigmarelle, the famous automaton”. The Brooklyn Daily Eagle. (1904年8月28日)
2. ↑  “What is going on at the theaters” (英語). Oakland Tribune:  pp. 31. (1908年11月15日)
3. ↑  “L'exposition internationale du surréalisme de 1938” (フランス語). Koregos (2013年12月9日). 2018年11月3日閲覧。

### 現代の出典
1. ↑  Goble, Alan. “Enigmarelle the Wonderful Automaton - Film / Movie”. Complete Index To World Film. 2016年7月23日閲覧。
2. ↑  Arthur W.J.G. Ord-Hume (1973) (英語). Clockwork Music. Australia: Allen & Unwin. pp. 334. ISBN 9780047890048